# Autostrada A16 (Belgia)
Autostrada A16 – autostrada w zachodniej Belgii, o długości około 35 km. 

## Trasy europejskie
A16 na całej długości pokrywa się z trasą E42.

## Galeria

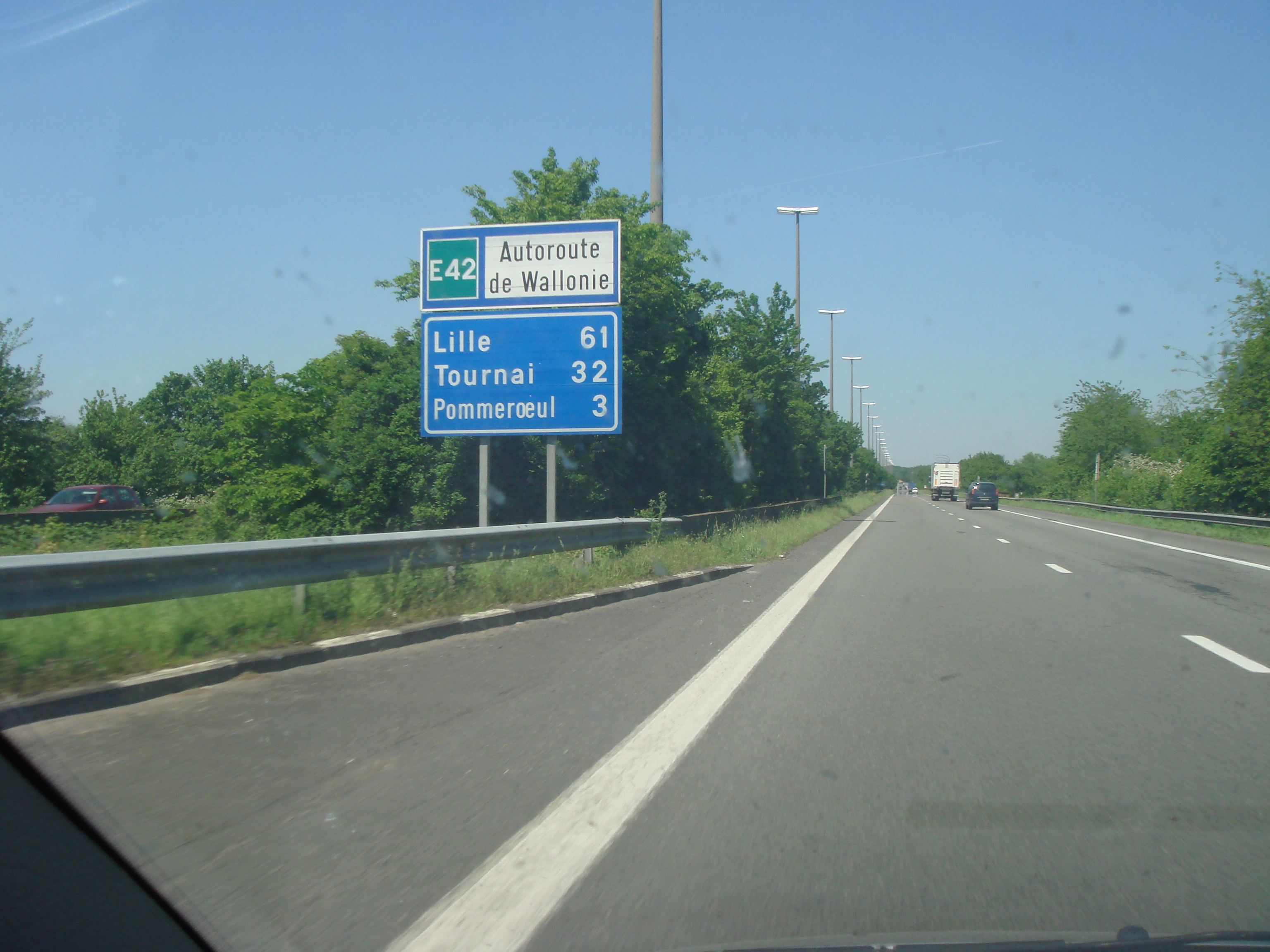
A16 przed węzłem Pommerœul, w kierunku Tournai
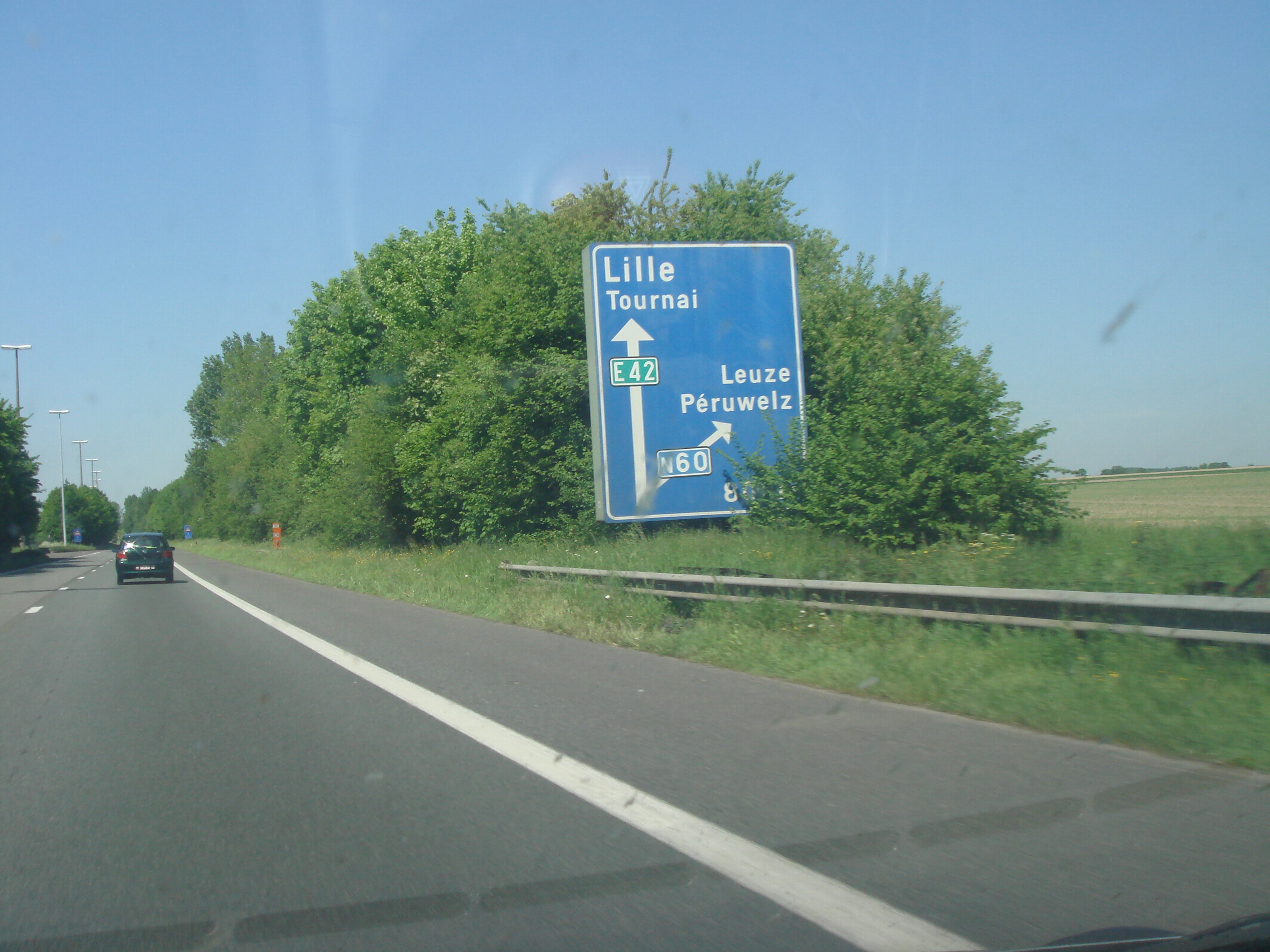
Okolice węzła Péruwelz, w kierunku Tournai
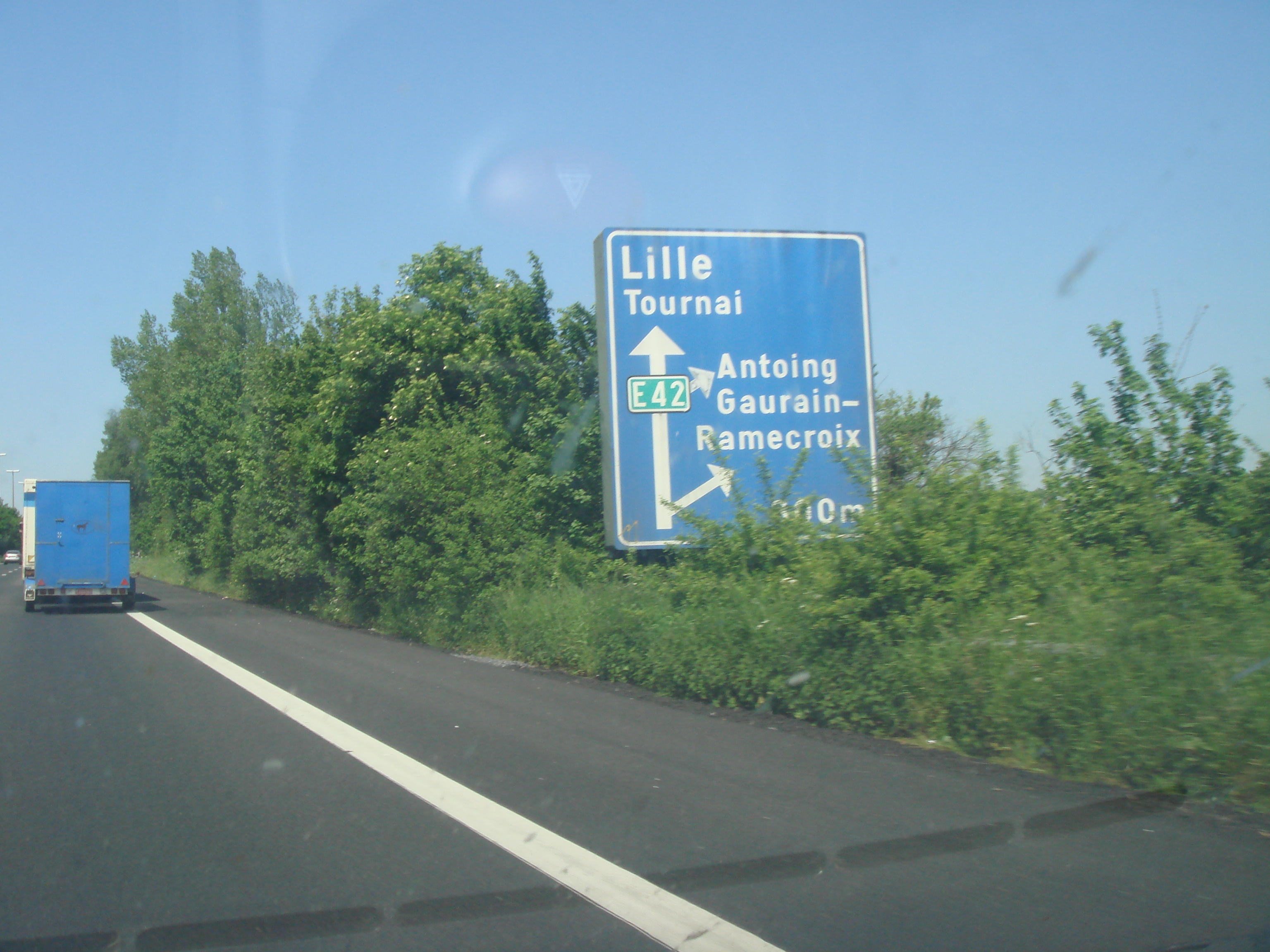
Okolice węzła Antoing, w kierunku Tournai
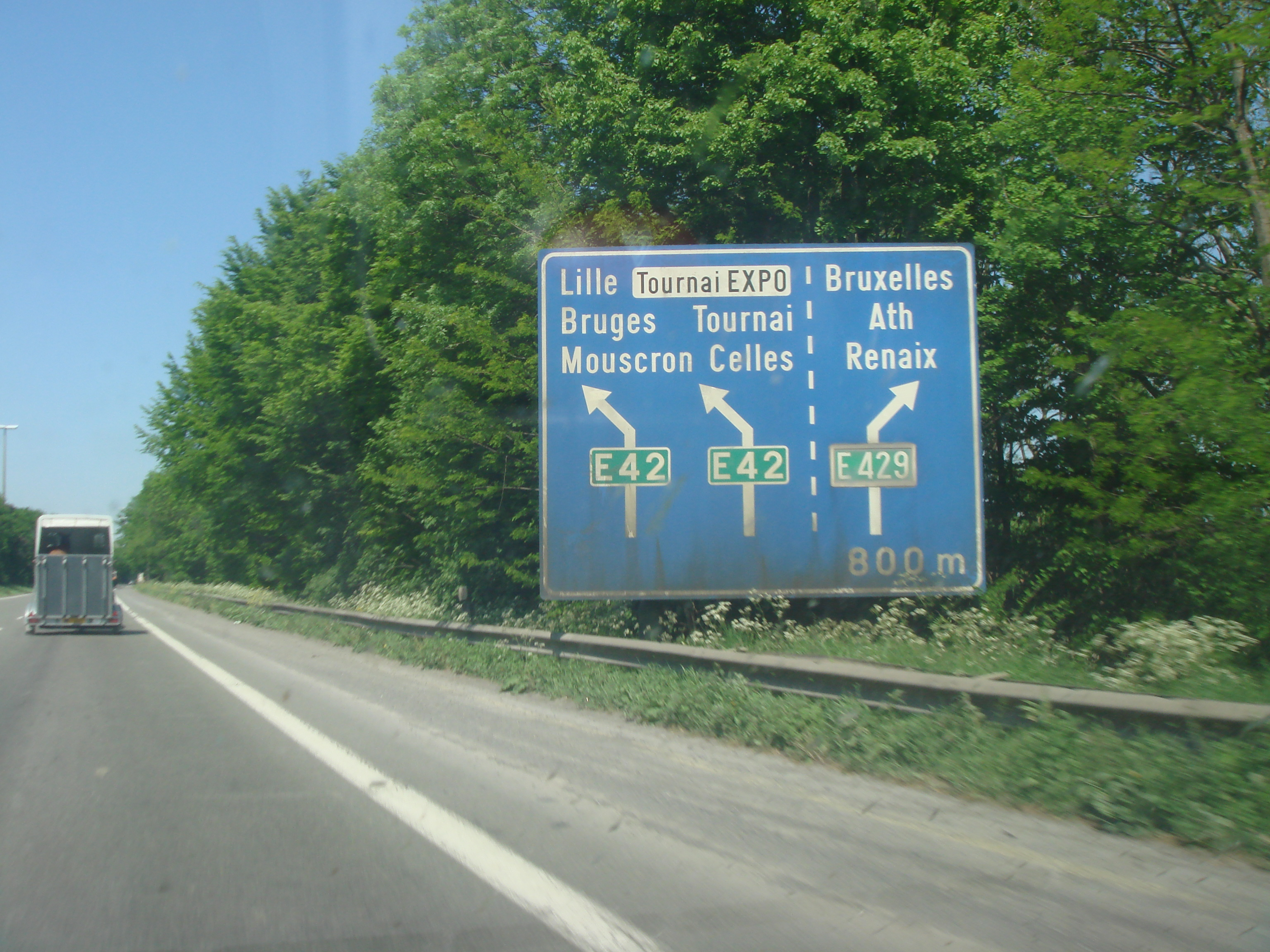
A16 tuż przed węzłem Tournai z A8